# Вальдаора
Вальдао́ра (итал. Valdaora), также О́ланг (нем. Olang, бав. Oaling) — коммуна в Италии, располагается в регионе Трентино — Альто-Адидже, в провинции Больцано.
Население составляет 2798 человек (2008 г.), плотность населения составляет 58 чел./км². Занимает площадь 48 км². Почтовый индекс — 39030. Телефонный код — 0474.
Центр рекреационного туризма. Вальдаора связана бесплатным автобусным сообщением с горнолыжными спусками на горе Кроненплатц и с биатлонным стадионом в Антхольце-Антерсельве.

## Демография
Динамика населения: